# Marika Bianchini
Marika Bianchini(ur. 23 kwietnia 1993 w Bagno a Ripoli) – włoska siatkarka, grająca na pozycji atakującej. 

## Sukcesy klubowe
Mistrzostwo Włoch:
- 2015
- 2014, 2016, 2017

Puchar Challenge:
- 2019

## Sukcesy reprezentacyjne
Mistrzostwa Europy Kadetek:
- 2009

Mistrzostwa Europy Juniorek:
- 2010

Mistrzostwa Świata Juniorek:
- 2011